# (8016) 1990 QW10
A (8016) 1990 QW10 a Naprendszer kisbolygóövében található aszteroida. Henry Holt fedezte fel 1990. augusztus 27-én.